# هوراسيو راميريز
هوراسيو راميريز (بالإسبانية: Horacio Ramírez) (21 مارس 1984 ببوساداس، ميسيونيس في الأرجنتين - ) هو لاعب كرة قدم أرجنتيني في مركز حراسة المرمى. لعب مع أتلتيكو أتلانتا وباراكاس سينترال ونادي لانوس وCrucero del Norte ‏ وCSD Flandria ‏ وCSyD Tristán Suárez ‏ وكورونل بولوجنسي وأتلتيكو كوليجياليس.

## وصلات خارجية
- هوراسيو راميريز على موقع قاعدة بيانات كرة القدم.إي يو (الإنجليزية)
- هوراسيو راميريز على موقع Soccerway.com (الإنجليزية)